# Giustizia per gli indios
Giustizia per gli indios (Hills of Old Wyoming) è un film del 1937 diretto da Nate Watt.
È un western statunitense con William Boyd, George 'Gabby' Hayes, Morris Ankrum e Russell Hayden. Fa parte della serie di film western incentrati sul personaggio di Hopalong Cassidy (interpretato da Boyd) creato nel 1904 dallo scrittore Clarence E. Mulford. È basato sul romanzo del 1933 The Round-Up di Mulford.

## Produzione
Il film, diretto da Nate Watt su una sceneggiatura di Maurice Geraghty e un soggetto di Clarence E. Mulford, fu prodotto da Harry Sherman tramite la Harry Sherman Productions e girato a Kernville, California, da febbraio a marzo 1937. Il brano della colonna sonora Hills of Old Wyoming fu composto da Leo Robin e Ralph Rainger.

## Distribuzione
Il film fu distribuito con il titolo Hills of Old Wyoming negli Stati Uniti dal 16 aprile 1937 al cinema dalla Paramount Pictures.
Altre distribuzioni:
- in Finlandia il 5 settembre 1937 (Punaiset kostajat)
- nei Paesi Bassi il 23 dicembre 1938 (Cassidy is opstandig)
- in Francia il 13 agosto 1947 (La vengeance du cow-boy)
- in Danimarca il 31 maggio 1948 (Rødhudernes hævn)
- in Germania Ovest nel 1951 (Apachen, Bleichgesichter und Banditen)
- in Belgio (De wraak der indianen) (La vengeance du cow-boy)
- in Brasile (A Sombra da Lei)
- in Italia (Giustizia per gli indios)

## Promozione
La tagline è: ANOTHER HOPALONG CASSISY ADVENTURE THROUGH THE RUGGED RANGES OF THE OLD WEST.